# Nicolò Cherubin
Nicolò Cherubin (Vicenza, 2 de diciembre de 1986) es un exfutbolista y entrenador italiano. Es segundo entrenador en el Luparense desde 2022. Jugaba de  defensor.

## Trayectoria
Se unió al Bolonia en julio de 2010 por 1,5 millones de euros.

## Partidos en las series italianas
| División | Partidos | Goles |
| -------- | -------- | ----- |
| Serie A  | 20       | 0     |
| Serie B  | 84       | 1     |
| Serie B  | 49       | 2     |
| Total    | 139      | 3     |

## Clubes

### Como jugador
| Club                   | País   | Periodo   |
| ---------------------- | ------ | --------- |
| Cittadella             | Italia | 2003-2007 |
| Reggina                | Italia | 2007-2008 |
| Avellino               | Italia | 2008      |
| Cittadella             | Italia | 2008-2010 |
| Bologna                | Italia | 2010-2017 |
| Atalanta (Cesión)      | Italia | 2014-2016 |
| Hellas Verona (Cesión) | Italia | 2016-2017 |
| Hellas Verona          | Italia | 2017-2019 |
| Ascoli (Cesión)        | Italia | 2018      |
| Padova                 | Italia | 2019-2020 |
| Arezzo                 | Italia | 2020-2021 |
| Luparense              | Italia | 2021-2022 |

### Como segundo entrenador
| Club      | País   | Periodo       |
| --------- | ------ | ------------- |
| Luparense | Italia | 2022-presente |